# The Last Days (film 2013)
The Last Days (Los ùltimos dìas) è un film spagnolo del 2013 diretto da David Pastor e Àlex Pastor.

## Trama
Marc lavora come informatico in un'azienda. È felicemente fidanzato con Julia. Mentre sta mettendo a punto un programma per l'azienda per cui lavora, sopraggiunge una strana epidemia, battezzata "il Panico". Si tratta di una sorta di agorafobia globale che uccide all'istante tutti coloro che escono all'aperto. Assieme ad Enrique, originariamente entrato nella sua azienda con l'obbiettivo di sfoltire l'organico del personale, cercheranno di recarsi dai propri cari passando per il sottosuolo e le fogne per evitare di essere uccisi dall'epidemia.
Marc dopo essere ritornato al casa grazie all'aiuto di Enrique la trova abitata da una famiglia che ha vissuto lì nell'ultimo periodo. Dopo aver avuto un'intuizione capisce che la sua ragazza Julia potrebbe essere in un centro commerciale, assieme ad Andrea, una sua amica. Prima di arrivare al supermercato accompagna Enrique che vuole ritrovare suo padre all'ospedale, ma purtroppo da un edificio con ampie vetrate vedono che è andato in fiamme, dopo aver avuto la notizia da altri viandanti nelle fognature.
Sopraggiunto al supermercato trova Andrea, che afferma che Julia prima dello scoppio della pandemia si stava dirigendo dal ginecologo. Andrea sfortunatamente muore a seguito di una lotta interna tra gli abitanti del supermercato.
A questo punto Enrique salva inaspettatamente Marc e si dirigono verso l'edificio del ginecologo. Il tunnel sotterraneo per proseguire però a questo punto è bloccato. Marc riesce comunque a richiamare l'attenzione di Julia vedendola incinta e in salute da una finestra. 
Marc scende per dare la notizia all'amico, ma quest' ultimo si trova in fin di vita dopo aver subito ferite mortali nella lotta al centro commerciale.
A questo punto il protagonista, dopo aver pianto la morte dell'amico, grazie alle sue parole motivazionali riesce a farsi forza e trovare il coraggio per attraversare la strada da un palazzo all'altro. Attraverso passi difficoltosi e confusi riesce ad avvicinarsi alla soglia del palazzo in cui si trova Julia, che lo accoglie calorosamente. 
Tempo dopo grazie ai semi che Enrique conservava man mano durante il loro viaggio e grazie all'acqua piovana, i due genitori novelli riescono a creare una serra all'interno attraverso cui si nutriono. Il figlio viene chiamato Enrique in onore dell'amico, e a differenza dei genitori può uscire e allontanarsi dagli edifici senza problemi. 
In una delle ultime scene lo vediamo unirsi a una nuova generazione in grado di vivere all'esterno, con altri giovani, ragazze e ragazzi, la nuova speranza in un mondo ormai totalmente cambiato dall'assenza dell'uomo.